# Шамші-Адад I

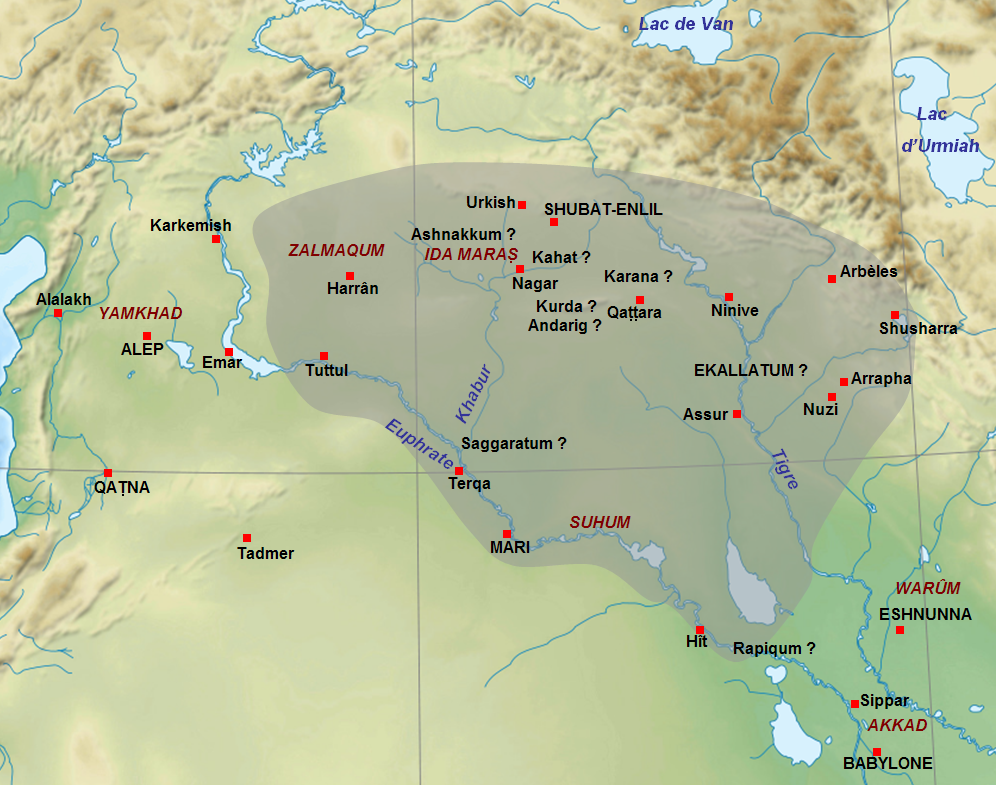
Карта держави Шамші-Адада

Шамші-Адад I (аккад. Моє сонце — Адад) — вождь одного з аморейських племен, що створив на межі XIX–XVIII століть велику державу в північному Межиріччі. Старший сучасник Хамурапі. Правив 33 роки. Хоч пізніша ассирійська традиція, слідом за нею і багато які сучасні джерела, називають Шамші-Адада ассирійським царем, але насправді Ассирії як країни тоді не існували, а власне місто Ашшур не відігравало в створеній цим правителем державі якоїсь особливої ролі.

## Життєпис
Був ішші-аккумом (вождем) ханійців — одного з аморейських племен. Його батьком був вождь Ілах-кабкабуху. Спершу йому належало лише два невеликих міста — Терке та Шубат-Елліль. Шамші-Адад поступово завоював ряд невеликих міст в середній течії Тигру, серед них Екаллатум, а ще через три роки вигнав з Ашшура Ерішума ІІ. Однак слід підкреслити, що це місто просто включили до складу держави, а столицею був Екаллатум за сорок кілометрів на південний-схід.
В перші роки правління Шамші-Адад зміцнював свою владу — він скасував міські ради старійшин та народні збори. Реорганізував ополчення. Свою державу розділив на військові округи хальцу начальники яких були підпорядковані безпосередньо йому. В одному з надписів Шамші-адад повідомляє, що запровадив в своїх володіннях фіксовані ціни на зерно, олію та шерсть. По всій країні було запроваджено єдиний вид писемності та офіційної мови — середньоєфратський діалект вавилонської (аккадської) мовиі відповідний вид клинопису, на противагу староассирійському який домінував у значній частині держави Шамші-Адад до того. В процесі завоювань до рук Шамші-Адад потрапили важливі торгівельні міста, а його держава контролювала торгівельні шляхи, що проходили через північне Межиріччя. Цар не допустив існування старих, фактично незалежних торгівельних організацій, а налагодити державну торгівлю не зміг чи не захотів. Через це його правління викликало занепад міжнародної торгівлі з Малою Азією та Іранським нагір'ям.
Спираючися на своє реформоване царство Шамші-Адад підкорив племена Тук-ріша і Нагірної країни на північ та схід від Ашшура. В Сирії захопив та обклав даниною Ямхад зі столицею в Халебі. Завоював важливий торгівельний центр Катну. Пізніше він підкорив царство Марі на середньому Євфраті і вигнав звідти царя Зімріліма. Правити в Марі Шамші-адад поставив правителем свого сина Ясмах-Адада якого, однак, тримав під своїм контролем. По тому Шамші-адад захопив Ешнуну на річці Діялі. Наступним мав Вавилон, але вавилонський цар Сінмубалліт відкупився великою даниною яку попервах платив і його син Хамурапі.
Також Шамші-Ададу вдалося захопити Кабару на Нижньому Забі, а також міста Аррапху і Шушшару. Держава Шамші-Адада охоплювала усе верхнє Межиріччя і простягалася від Іранського нагір'я до Сирії. Шамші-Адад спершу правив як ішшіакум, але потім прийняв царський титул шар кішшатім (цар багатьох). Але ця велика держава не пережила свого засновника. Спдакоємець Ішме-Даган виявився слабким правителем і незабаром втратив Марі, Ешнуну та інші території дійсно поступово перетворюючись на правителя міста Ашшура. Якщо молодий Хамурапі був васалом Шамші-Адада, то пізніше вже до нього як до гегемона звертається Ішме-Даган. Врешті Ашшур було завойовано військами Хамурапі і він надовго втратив незалежність і увійшов до складу Вавилонії.